# Sistem brezžičnega zaznavanja vdorov
Sistem brezžičnega zaznavanja vdorov (Wireless intrusion prevention system, WIDS) je omrežna naprava, ki pregleduje frekvence radijskega spektra za prisotnost nepooblaščenih dostopnih točk. Sistem uporablja frekvenco radijskega spektra značilnega, za brezžična lokalna omrežja in takoj opozori sistemskega upravljalca, ko zazna prisotnost sleparsko dostopno točko. Običajno se to doseže s primerjavo fizičnega naslova mrežne kartice pripadajoče brezžične naprave.
Sleparske naprave lahko prepišejo zakonit fizični naslov mrežne kartice dovoljene mrežne naprave kot za svojega. Sedaj raziskovalci uporabljajo pristop »prstnega odtisa«, da tako izločijo naprave, ki imajo prepisan fizični naslov mrežne kartice. Ideja, je da se primerja unikatne oziroma neponovljive podpise, ki jih oddajajo signali vsake brezžične naprave proti znanim podpisom vnaprej odobrenih, znanih brezžičnih naprav.